# World Professional Darts Championship 1999
De Embassy World Professional Darts Championship 1999 was de 22e editie van het internationale dartstoernooi World Professional Darts Championship en werd gehouden van 2 januari 1999 tot en met 10 januari 1999 in het Engelse Frimley Green. De World Professional Darts Championship kan worden gezien als het wereldkampioenschap voor de British Darts Organisation, BDO, een van de twee toonaangevende dartsbonden in de wereld. Hierdoor is dit toernooi het belangrijkste toernooi dat onderdeel uitmaakt van diezelfde BDO.

## Prijzengeld
Het totale prijzengeld bedroeg £174.000,- (plus £52.000 voor een 9-darter (niet gewonnen)) en was als volgt verdeeld:
| Plaats                | Prijzengeld |
| --------------------- | ----------- |
| Winnaar               | £42.000     |
| Runner-up             | £21.000     |
| Halvefinalist         | £9.400      |
| Kwartfinalist         | £4.750      |
| 2e ronde              | £3.600      |
| 1e ronde              | £2.350      |
| Niet-gekwalificeerden | £685        |

Degene met de hoogste check-out (uitgooi) kreeg £2.000:
- onbekend

## Alle wedstrijden

### Eerste ronde (best of 5 sets)
| Les Wallace           | Schotland | - | Danny Cunningham | Engeland  | 3 - 0 |
| Raymond van Barneveld | Nederland | - | Sean Palfrey     | Wales     | 3 - 0 |
| Marshall James        | Wales     | - | Peter Johnstone  | Schotland | 3 - 2 |
| Steve Duke sr.        | Australië | - | Steve Beaton     | Engeland  | 3 - 0 |
| Ted Hankey            | Engeland  | - | Roger Carter     | USA       | 3 - 1 |
| Chris Mason           | Engeland  | - | Ritchie Davies   | Wales     | 3 - 1 |
| Martin Adams          | Engeland  | - | Mike Gregory     | Engeland  | 3 - 1 |
| Graham Hunt           | Australië | - | Andy Jenkins     | Engeland  | 3 - 1 |
| Kevin Painter         | Engeland  | - | Robbie Widdows   | Engeland  | 3 - 0 |
| Ronnie Baxter         | Engeland  | - | Richie Burnett   | Wales     | 3 - 0 |
| Co Stompé             | Nederland | - | Davy Richardson  | Engeland  | 3 - 0 |
| Roland Scholten       | Nederland | - | John Walton      | Engeland  | 3 - 0 |
| Paul Williams         | Engeland  | - | Matt Clark       | Engeland  | 3 - 2 |
| Andy Fordham          | Engeland  | - | Mervyn King      | Engeland  | 3 - 2 |
| Tony Littlejohn       | Engeland  | - | Erik Clarys      | België    | 3 - 2 |
| Colin Monk            | Engeland  | - | Paul Hogan       | Engeland  | 3 - 2 |

### Tweede ronde (best of 5 sets)
| Les Wallace     | Schotland | - | Raymond van Barneveld | Nederland | 2 - 3 |
| Marshall James  | Wales     | - | Steve Duke sr.        | Australië | 1 - 3 |
| Ted Hankey      | Engeland  | - | Chris Mason           | Engeland  | 1 - 3 |
| Martin Adams    | Engeland  | - | Graham Hunt           | Australië | 3 - 1 |
| Kevin Painter   | Engeland  | - | Ronnie Baxter         | Engeland  | 0 - 3 |
| Co Stompé       | Nederland | - | Roland Scholten       | Nederland | 2 - 3 |
| Paul Williams   | Engeland  | - | Andy Fordham          | Engeland  | 0 - 3 |
| Tony Littlejohn | Engeland  | - | Colin Monk            | Engeland  | 0 - 3 |

### Kwartfinale (best of 9 sets)
| Raymond van Barneveld | Nederland | - | Steve Duke sr.  | Australië | 5 - 1 |
| Chris Mason           | Engeland  | - | Martin Adams    | Engeland  | 5 - 4 |
| Ronnie Baxter         | Engeland  | - | Roland Scholten | Nederland | 5 - 3 |
| Andy Fordham          | Engeland  | - | Colin Monk      | Engeland  | 5 - 3 |

### Halve finale (best of 9 sets)
| Raymond van Barneveld | Nederland | - | Chris Mason  | Engeland | 5 - 3 |
| Ronnie Baxter         | Engeland  | - | Andy Fordham | Engeland | 5 - 1 |

### Finale (best of 11 sets)
| Raymond van Barneveld | Nederland | - | Ronnie Baxter | Engeland | 6 - 5 |

World Cup Darts (WDF)

1977 · 1979 · 1981 · 1983 · 1985 · 1987 · 1989 · 1991 · 1993 · 1995 · 1997 · 1999 · 2001 · 2003 · 2005 · 2007 · 2009 · 2011 · 2013 · 2015 · 2017 · 2019 · 2021 · 2023
World Darts Championship (BDO)

1978 · 1979 · 1980 · 1981 · 1982 · 1983 · 1984 · 1985 · 1986 · 1987 · 1988 · 1989 · 1990 · 1991 · 1992 · 1993 · 1994 · 1995 · 1996 · 1997 · 1998 · 1999 · 2000 · 2001 · 2002 · 2003 · 2004 · 2005 · 2006 · 2007 · 2008 · 2009 · 2010 · 2011 · 2012 · 2013 · 2014 · 2015 · 2016 · 2017 · 2018 · 2019 · 2020
World Darts Championship (PDC)

1994 · 1995 · 1996 · 1997 · 1998 · 1999 · 2000 · 2001 · 2002 · 2003 · 2004 · 2005 · 2006 · 2007 · 2008 · 2009 · 2010 · 2011 · 2012 · 2013 · 2014 · 2015 · 2016 · 2017 · 2018 · 2019 · 2020 · 2021 · 2022 · 2023 · 2024 · 2025
World Darts Championship (WDF)

2022 · 2023 · 2024
World Seniors Darts Championship (WSDT)

2022 · 2023 · 2024 · 2025